# アラン谷

アラン谷（アラン語：Val d'Aran、カタルーニャ語：Vall d'Aran、カスティーリャ語：Valle de Arán）は、スペイン、カタルーニャ州リェイダ県のコマルカの1つでピレネー山中に位置する谷。面積は620.47 km2、人口は9219人（2005年）。アラン渓谷、バル・ダランの表記もある。

## 地理
カタルーニャ州の北西端に位置し、フランスと国境を接している。谷は北に向かって開けており、ピレネー山脈に発したガローナ川はアラン谷を通ってガスコーニュ地方にいたる。これに対して南には険しい山々がそびえる。中心都市はビエーリャ（Viella）。

### 地名の由来
アラン（Aran）とは本来バスク語で「谷」の意で、これはアラン谷で中世までロマンス語とバスク語の二言語が使われていた名残である。バスク語話者がいなくなると、谷の人々はロマンス語で「谷」を意味するバル（Val）をつけてアラン谷を呼ぶようになった。定冠詞をつけた場合はEra Val d'Aranと表記する。

### 人口
| バル・ダランの人口推移（1900年 - 2010年） |       |       |       |       |       |       |       |       |       |       |        |
| 1900                                      | 1910  | 1920  | 1930  | 1940  | 1950  | 1960  | 1970  | 1981  | 1991  | 2000  | 2010   |
| 6,389                                     | 6,650 | 6,608 | 6,182 | 4,681 | 6,555 | 6,525 | 5,055 | 5,923 | 7,443 | 7,779 | 10,206 |
| 出典:IEC（カタルーニャ統計局）            |       |       |       |       |       |       |       |       |       |       |        |

## 歴史

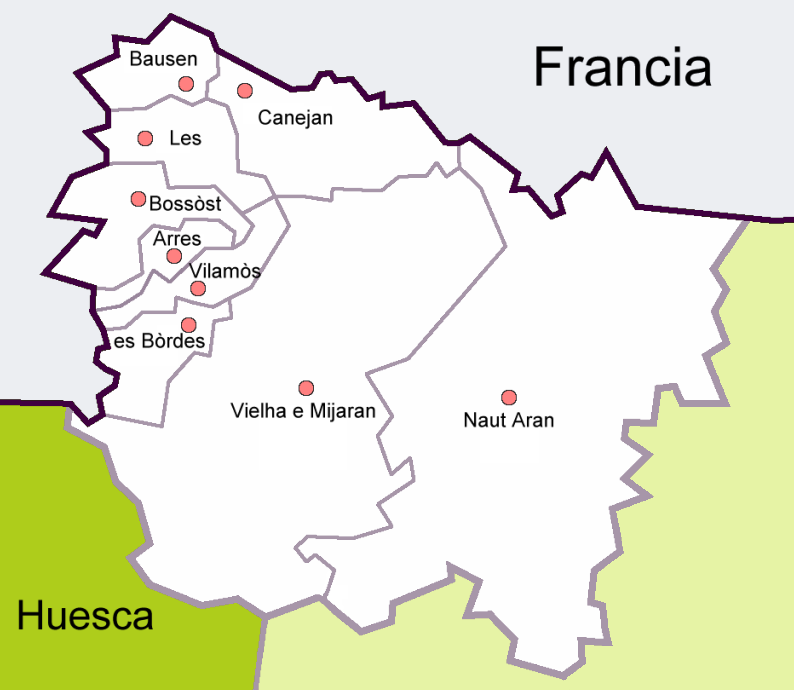
バル・ダランの自治体

1312年、アラン谷の住民投票によってアラゴン＝カタルーニャ連合王国への帰属が決定、現在にいたる。

## 政治
アラン谷は12世紀から続くテルソン（terçon）と呼ばれる行政区分によって分けられる。テルソンとは本来「3分の1」を意味し、当初は高地のガロース、中地のビエーリャ、低地のボソストの3つを指していた。
それぞれのテルソンはさらにセステルソン（sesterçon,「6分の1」の意）という下位区分をもち、ガロースはPujòloとアルティエス・エ・ガロース、ビエーリャはCastièroとMarcatosa、ボソストはLairissaとEs Quate Lòcsに分かれる。
今日ではセステルソンもテルソンと見なしているため、現在のアラン谷は6つのテルソンがあることになる。テルソンはアラン評議会に代表を送り、意思決定を行なう。
アラン谷にはビエーリャ、Naut Aran、ボソスト、Les、Es Bòrdes、Canejan、Vilamòs、Arres、Bausenの9つの自治体がある。

## 言語
オック語の一つガスコーニュ語の方言であるアラン語が話されている。アラン語はカタルーニャ州の法律により、アラン谷の公用語としてカタルーニャ語やカスティーリャ語と並んで認められている。